# Wrzeciono (przędzalnictwo)

Wrzeciono do przędzenia ręcznego
1 – rowki zabezpieczające
2 – rowek ozdobny
3 – przęślik
4 – zarys nawoju

Wrzeciono – narzędzie do ręcznego przędzenia (skręcania włókien). Razem z kądzielą tworzy zestaw do chałupniczego wytwarzania przędzy z włókien lnianych, konopnych, wełnianych i in.
Wrzeciono wykonywano z twardego drewna przez wytaczanie na tokarce. Wykonywane były w różnych kształtach, które w niewielkim stopniu wpływały na funkcjonalność, a miały raczej znaczenie estetyczne:
- wrzeciono proste (a) – wykonane z jednego kawałka drewna ma dużą średnicę, która zwiększa bezwładność potrzebną do utrzymania wrzeciona w szybkim ruchu obrotowym. Rowki na wrzecionie mają za zadanie uniemożliwienie zsuwania się przędzy.
- wrzeciono z przęślikiem (kółkiem zamachowym) (b) – wrzeciono o mniejszej średnicy ma w dolnej części kamienny lub gliniany ciężarek, wydrążony w środku, zwiększający bezwładność[2]. Krążek ten zabezpiecza również przędzę przed zsuwaniem się z wrzeciona i powiększa jego pojemność. Rowek na tym krążku jest elementem ozdobnym.
- inna wersja wrzeciona (c) z nieco większym krążkiem, który jeszcze bardziej zwiększa pojemność wrzeciona.

Wrzeciono po przymocowaniu końcówki przędzionej nici było wprawione w ruch wirowy, obracając się naprężało i skręcało nić. Kierunek obrotu odbywał się w prawo „Z” lub w lewo „S”. W XVI wieku w wielu rejonach wrzeciono było zastępowane kołowrotkiem.
Wrzeciona to także elementy maszyn włókienniczych, takich jak: przędzarki, niedoprzędzarki, skręcarki, cewiarki. W przędzarce wrzeciono to część robocza, której przeznaczenie jest podobne jak wrzeciona ręcznego. Ma ona za zadanie skręcić tasiemkę włókien w przędzę i następnie nawinąć ją na cewkę osadzoną na wrzecionie. Podobnie w skręcarce, wrzeciono współdziałając z obrączką, skręca przędze pojedyncze w przędzę nitkowaną i nawija ją na cewkę umieszczoną na wrzecionie.